# Mönninghoff (Unternehmen)
Die Firma Mönninghoff in Hattingen wurde bundesweit durch eine zweifache Betriebsbesetzung und das „Hattinger Modell“ des Jahres 1984 bekannt, das Weiterbeschäftigung und Weiterbildung verband. Daraus gingen später die Beschäftigungs- und Transfergesellschaften hervor. Auch die Programme der arbeitsorientierten Regional- und Strukturpolitik, die Entstehung von Technologieberatungsstellen, schließlich der separate Fördertopf für die Beratung von Belegschaftsinitiativen hatten darin ihren Ausgangspunkt.

## Geschichte
Die spätere Firma Mönninghoff wurde Ende des 19. Jahrhunderts als Zweigwerk der Vereinigten Flanschen-Fabriken & Stanzwerk AG in Leipzig gegründet.
1938 wurde sie im Zuge der Arisierung enteignet und ging in das Eigentum der Düsseldorfer Firma Leo Gottwald über, die Hebezeug herstellte.
1980 kaufte die Bochumer Mineralölgesellschaft das Werk, doch geriet die Firma in wirtschaftliche Schwierigkeiten, was zu Personalabbau führte. Ähnliches zeichnete sich in Bochum ab. Zunächst wurde 1983 ein Betriebsteil in Bochum geschlossen und ein Teil der Beschäftigten in Hattingen übernommen. Doch nun geriet der Konzern selbst in zunehmende Schwierigkeiten, sodass die Banken weitere Kredite und Bürgschaften ablehnten. Die Geschäftsanteile von Mönninghoff mit seinen etwa 800 Beschäftigten waren als Sicherheit an die Westdeutsche Landesbank verpfändet worden, so dass im Falle eines Bomin-Konkurses oder eines Vergleichs das Werk in Hattingen ebenfalls in die Konkursmasse geraten konnte. Die Zulieferer, die noch nicht bezahlt worden waren, fürchteten um ihre Waren, die bereits bei Mönninghoff abgeliefert worden waren.
Daraufhin besetzte im Mai 1983 die Belegschaft die Betriebstore, um den Abtransport von Material und Maschinen zu verhindern – aber auch, um Druck auf die beteiligten Banken und die nordrhein-westfälische Politik auszuüben. Nach Verhandlungen im Wirtschaftsministerium wurde der Geschäftsbetrieb zunächst wieder aufgenommen.
Im Januar 1984 sah das Restrukturierungskonzept vor, die Zahl der Beschäftigten um 247 zu reduzieren, den Sozialplan zu beenden und die Löhne zu senken. Doch die Banken weigerten sich, trotz Bürgschaft des Landes Nordrhein-Westfalen, einer Kreditvergabe zuzustimmen. Infolgedessen musste ein Vergleichsverfahren eröffnet werden.
Um die Lieferanten erneut daran zu hindern, Maschinen und Material abzutransportieren, besetzte die Belegschaft zum zweiten Mal den Betrieb. Otto König von der IG Metall setzte sich für ein Fortführungskonzept ein, mit dem Argument, diese Fortführung sei für den Steuerzahler billiger, als die Finanzierung der zu dieser Zeit hohen Arbeitslosigkeit in Hattingen; diese drohte auf 20 % anzusteigen. Damit konnte er den Betriebsrat und die Belegschaft überzeugen. So entstanden sogenannte Aktionsgruppen, wie eine Frauengruppe und Arbeitsgruppen für Produktion, Weiterbildung oder Öffentlichkeitsarbeit. Die IG Metall-Führung unter Hans Mayr und Franz Steinkühler stimmte zu. Auch führende Politiker des Landes unterstützten die Besetzer, darunter Finanzminister Diether Posser, Wirtschaftsminister Reimut Jochimsen, Arbeitsminister Friedhelm Farthmann sowie Ministerpräsident Johannes Rau. Die mediale Berichterstattung reichte weit über die Landesgrenzen hinaus, eine Reihe von Nichtregierungsorganisationen und alle Parteien des Landtages, bis auf die FDP, unterstützten die Belegschaft ebenfalls. „Die ganze Stadt hat sich mit unserem Kampf identifiziert“ (Otto König). Verhandlungspartner waren die Westdeutsche Landesbank, die Bank für Gemeinwirtschaft und die Dresdner Bank.
Für die Übernahme von Mönninghoff wurde das sogenannte „Hattinger Modell“ entwickelt. Geplant war zunächst eine gemeinnützige Stiftung als Trägerin der Fortführungsgesellschaft, doch entschied man sich für die Rechtsform der GmbH, um die „Hattinger Schmiede“ zu gründen, was das Privatvermögen der Gesellschafter schonen sollte. Berater unter Führung von Wolfgang Diez hatten einen Plan vorgelegt, nach dem die Belegschaft den Betrieb übernehmen sollte, um ihn weiterzuführen. Noch bestanden 791 Arbeitsplätze, deren Vernichtung eine „Planungsgruppe um Wolfgang Diez“ mit neuen Konzepten zu verhindern suchte. Zum Konzept gehörte die Gründung einer Stiftung, eine Fortführungsgesellschaft und ein Berufsförderungswerk. „Diez gelang es, mit den Banken ein Modell zur Finanzierung der Fortführungsgesellschaft auszuloten.“ Am 17. April legte Helmut Diez zusammen mit Hans-G. Draheim, Alfred Frosch und seinem Vater Wolfgang Diez ein 43-seitiges Planungskonzept für die Hattinger Schmiede- und Preßwerk GmbH als Betriebsübernahmegesellschaft des Betriebes der Mönninghoff GmbH i.K. vor. Fortführungsgesellschaft und Berufsförderungsgesellschaft wurden tatsächlich eingerichtet, letztere als eingetragener Verein, der diejenigen Betriebsangehörigen fortbilden sollte, die von der Gesellschaft nicht übernommen werden konnten. Die Berufsförderungsstätte sollte durch den Verein, das Berufsförderungswerk und den Deutschen Gewerkschaftsbund betrieben werden.
Die Landesregierung und die Kommune Hattingen wurden aufgefordert, das Modell finanziell zu unterstützen. Die Stadt Hattingen erklärte sich bereit, 2 Millionen D-Mark bereitzustellen; das Land sagte einen Investitionszuschuss von 750.000 Mark zu sowie eine Bürgschaft in Höhe von 9 Millionen Mark zu. Die Banken wollten jeweils auf 2,75 Millionen Mark verzichten, wobei die Westdeutsche Landesbank und die Bank für Gemeinwirtschaft als Hausbanken fungieren sollten.
Doch in der entscheidenden Sitzung beim Wirtschaftsministerium in Düsseldorf weigerte sich die Dresdner Bank, ihre Sicherheiten an die Auffanggesellschaft zu verkaufen. So wurde die Fortführung endgültig verhindert. Das „Hattinger Modell“ war damit gescheitert und der Betrieb wurde geschlossen.
Um andere Belegschaften über die Vorgänge in Kenntnis zu setzen, publizierten Otto König, Adi Ostertag und Hartmut Schulz 1985: "Unser Beispiel könnte ja Schule machen!". Das „Hattinger Modell“ Existenzkampf an der Ruhr.

## Dokumentarfilme
- Der Konsul ist schon lange tot. Der Kampf bei Mönninghoff-Gottwald. Medienzentrum Ruhr, 1985 (104 min)
- Die Kamera im Arbeitskampf. LWL-Medienzentrum für Westfalen, Regie: Daniel Huhn, 2019 (40 min)